# Hypselothyrea parafascipennis
Hypselothyrea parafascipennis är en tvåvingeart som beskrevs av Toyohi Okada 1980. Hypselothyrea parafascipennis ingår i släktet Hypselothyrea och familjen daggflugor. Inga underarter finns listade i Catalogue of Life.